# Sleipnir (Browser)
Sleipnir ist ein kostenloser Webbrowser. Entwickler ist das japanische Unternehmen Fenrir Inc.
In Europa weitgehend unbekannt, war er in Japan verbreitet. 2006 betrug sein Marktanteil dort 6 Prozent. Vorerst war er nur in japanischer und englischer Sprache verfügbar, mit Version 3.3.2 wurden weitere Sprachen, darunter Deutsch, Norwegisch (Bokmål), Chinesisch, Englisch, Italienisch, Japanisch, Schwedisch, Ukrainisch, hinzugefügt.
Als Browser-Engine verwendet Sleipnir wahlweise Blink oder Trident. Der Browser unterstützt unter anderem Mausgesten und Tabbed Browsing. Eine portable Version wird angeboten.
Sleipnir gehörte zu den insgesamt zwölf Browsern, die Windows Nutzern seit dem 1. März 2010 im Rahmen der Aktion „Browser Choice“ als Standard-Browser angeboten hatte, um kartellrechtlichen Vorgaben der EU-Kommission zu entsprechen. Im August 2010 wurden Sleipnir und GreenBrowser aus der Liste entfernt und durch Lunascape und SRWare Iron ersetzt. Mitte 2011 wurde Sleipnir wieder in die Auswahl aufgenommen, aus dieser jedoch im Februar 2012 abermals entfernt, und im Februar 2013 wiederum aufgenommen.
Neben der Windows-Version gibt es von Sleipnir auch Versionen für macOS, Android und iOS.